# Tjernitje
Tjernitje (bulgariska: Черниче) är ett distrikt i Bulgarien.   Det ligger i kommunen Obsjtina Simitli och regionen Blagoevgrad, i den sydvästra delen av landet, 100 km söder om huvudstaden Sofia.
Omgivningarna runt Tjernitje är en mosaik av jordbruksmark och naturlig växtlighet. Runt Tjernitje är det glesbefolkat, med 16 invånare per kvadratkilometer.